# Placocosma resumptella
Espèce
Placocosma resumptella est une espèce d'insectes lépidoptères (papillons) de la famille des Oecophoridae.